# Международный совет на высшем уровне за мир
Международный совет на высшем уровне за мир (ISCP) — корейская международная неправительственная организация, объединение действующих и бывших государственных лидеров под эгидой Федерации за всеобщий мир.

## История
В 1981 году был учреждён «Саммит-клуб» (англ. Summit Club). Клуб был изначально предназначен для объединения бывших глав государств и бывших глав правительств для работы по обеспечению глобального мира и развития. Посредством этой организации Мун Сон Мён, её инициатор, спонсировал туры американских журналистов в СССР.
Впоследствии клуб претерпел реструктуризацию. Новое название — Совет на высшем уровне за мир во всём мире (англ. Summit Council for World Peace). Организация в составе Движения объединения (англ. Unification Movement, UM) была основана в 1987 году. Одной из её главных задач было создание диалога между «коммунистическими странами и свободным миром», в частности — диалога между США и КНДР до 1997 года. В 1995 году совет был в контакте с администрацией Бориса Ельцина для его представительства на международной конференции в Республике Корея.
Среди наиболее известных деятелей совета — американский военачальник Дуглас Макартур, который сыграл важную роль в формировании комиссии совета по объединению Кореи. Другим активным участником саммита был филиппинский политик Диосдадо Макапагал.
В 2019 году на конференции Федерации за всеобщий мир организация была вновь реорганизована, вошла в состав федерации и получила нынешнее название «Международный совет на высшем уровне за мир». Среди участников конференции были Дик Чейни, бывший вице-президент США, Ньют Гингрич, бывший спикер Палаты представителей США, и другие политики и государственные деятели.

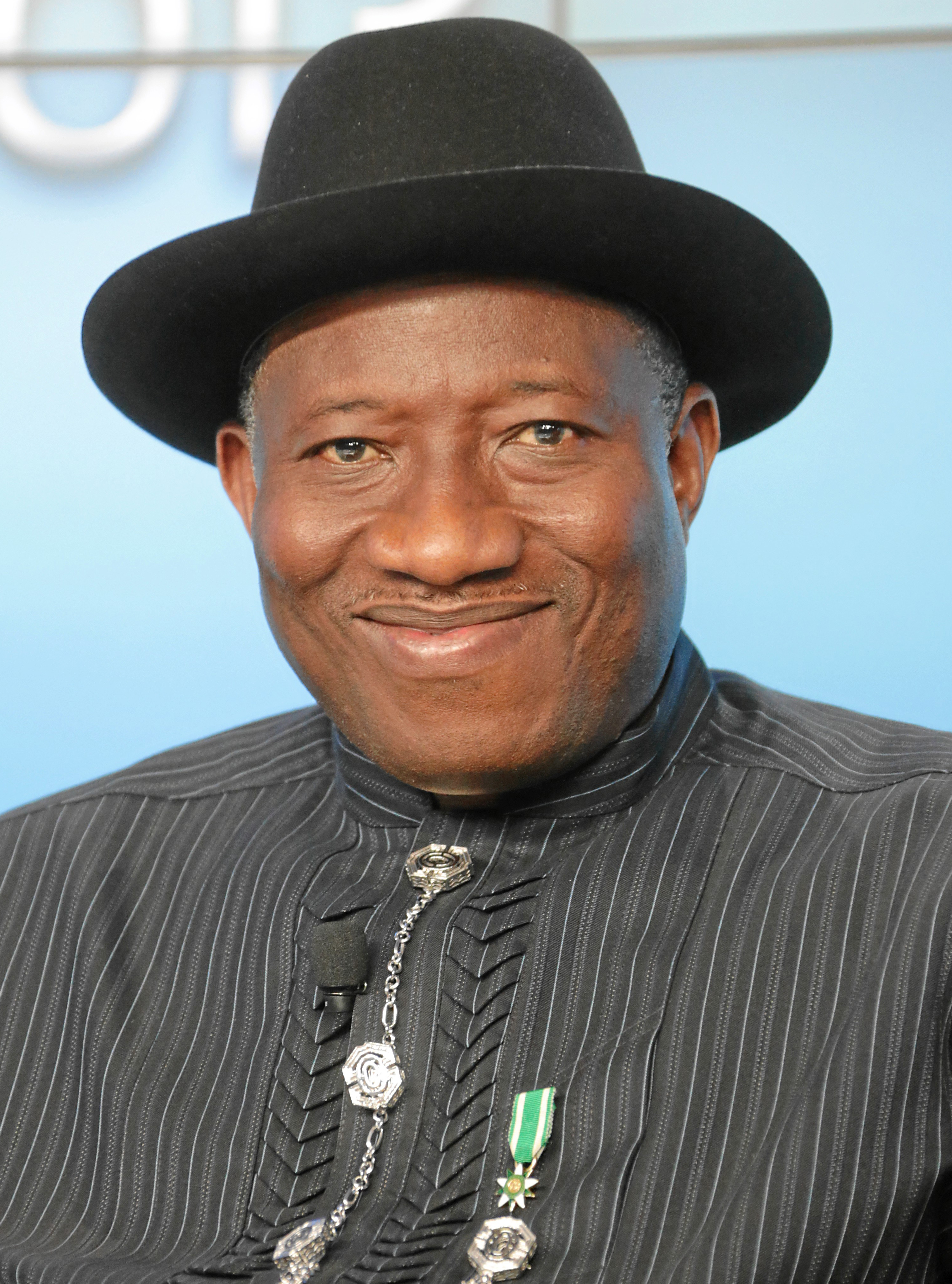
Гудлак Джонатан

## Африка
В 2021 году Гудлак Джонатан, бывший президент Нигерии, стал председателем отделения саммита в Африке. Организация объединяет ряд бывших и нынешних президентов африканских стран.

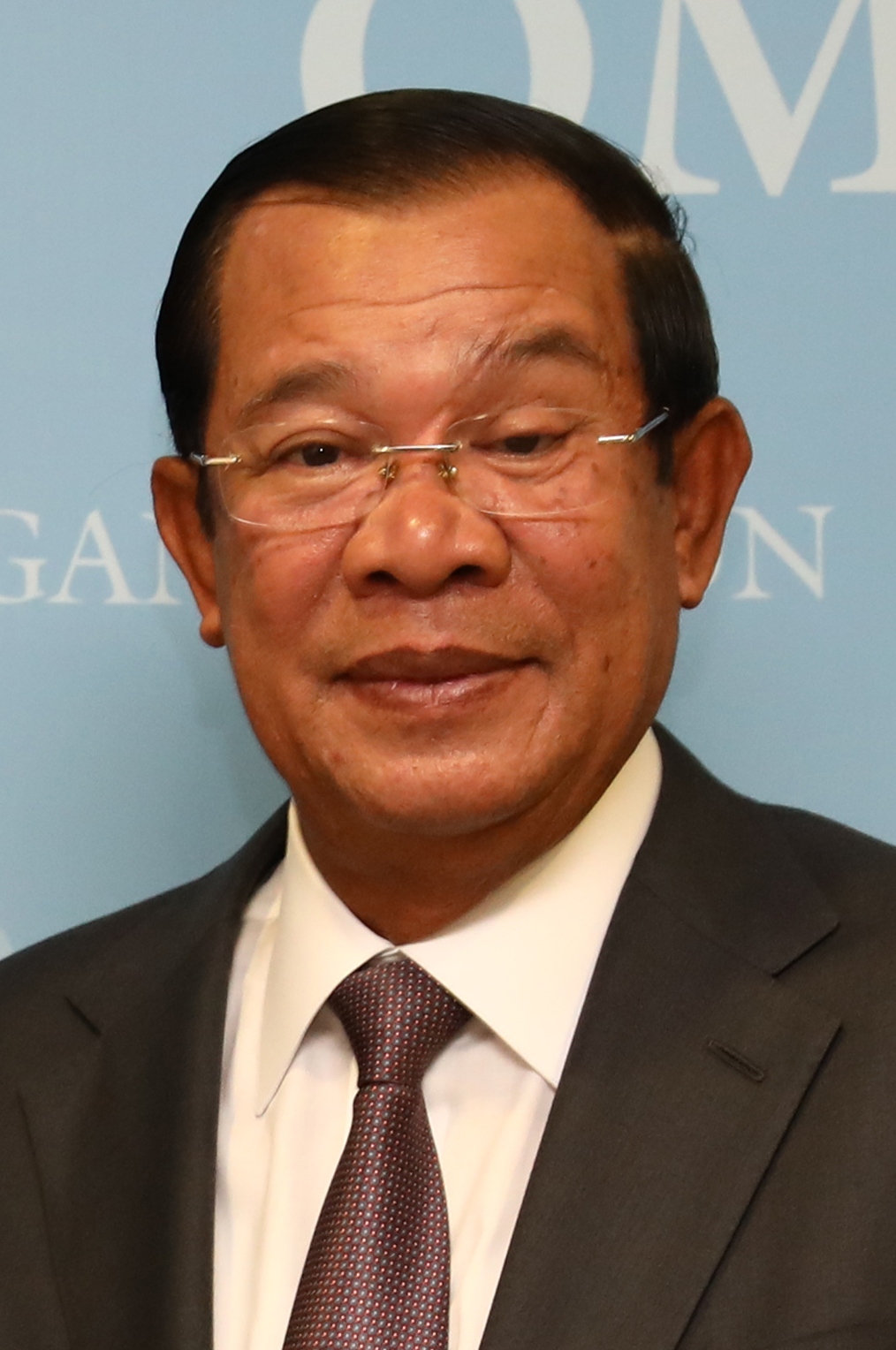
Самдек Хун Сен

## Азия
Премьер-министр Камбоджи Хун Сен стал главным подписантом резолюции саммита 2019 года в Пномпене, Камбоджа. Для воссоединения Корейского Полуострова он предложил инициативу: «Два государства к одной нации, одной культуре и народу».